# Edgar Alfonzo
Edgar Alexander Alfonzo es un pelotero de béisbol profesional (nacido en Caracas, Distrito Federal, Venezuela, el 14 de diciembre de 1984), es lanzador de la liga Venezolana de Béisbol Profesional para Las Águilas del Zulia. Es hijo de Edgar alfonzo y sobrino de Edgardo Alfonzo.